# Булава
„Булава“ (на руски: Булава, „боздуган“; РСМ-56) балистична ракета за изстрелване от подводници, разработена за Военноморския флот на Русия и инсталирана от 2013 година на новоразработения клас подводници „Борей“. „Булава“ е ключов елемент в съвременнана руска ядрена триада и е най-скъпият оръжеен проект в историята на страната.

## Разработване
Проектът за ракетата „Булава“ започва в края на 90-те години, но се сблъсква с технически проблеми. След 11-ия неуспешен тест на ракетата на 15 юли 2009 г. ръководителят на проекта Юрий Соломонов подава оставка от поста. По-късно през 2009 г. е проведено още едно неуспешно тестване на ракетата. След едногодишно забавяне, проектът е рестартиран и през 2010 – 2011 г. под ръководството на новия ръководител на стратегическия ракетен проект Александър Суходолски са проведени шест последователни изцяло успешни теста – последния залпов огън при зимни условия, под ледената покривка на Бяло море, с цялостно изпълнение на зададените задачи от ракетата и с пълно унищожаване на целите ѝ. Последното пробно и четвърто поред за 2011 г. изстрелване на Булава се провежда в края на декември 2011 г.

## Изпитания
| Дата              | Резултат | Описание |
| ----------------- | -------- | --- |
| 24 юни 2004       | неуспех  | Двигателя с твърдото гориво на ракетата се взривява по време на полета. |
| 23 септември 2004 | успех    | Първи успешен тестов пуск. |
| 27 септември 2005 | успех    | Първи изпитателен полет при изстрелване от подводница на повърхността, т.е. от наземен пуск. |
| 21 декември 2005  | успех    | Първи изпитателен полет при изстрелване от потопена подводница, т.е. от подводен пуск. |
| 7 септември 2006  | неуспех  | Неуспешен тест от подводно изстрелване. Първият етап е успешен, но впоследствие ракетата се отклонява от курса и пада в морето. |
| 25 октомври 2006  | неуспех  | Неуспешен тест. Неизпълнение още на първия подводен курс от страна на ракетата. След излизането ѝ от водата ракетата пада в морето и се самовзривява. |
| 24 декември 2006  | неуспех  | Неуспешен тест. Отказ на двигателя с твърдо гориво да превключи на трета степен в наземния полет. Ракетата се самовзривява между 3-тата и 4-тата минута от наземния си полет. |
| 29 юни 2007       | успех    | Успешен тестови полет завършил с частичен неуспех поради непоразяване на целта от третата глава на ракетата. |
| 18 септември 2008 | успех    | Успешен тестови полет завършил с частичен неуспех поради несработка при разделянето на касетите от бойната глава на ракетата. |
| 28 ноември 2008   | успех    | Първи изцяло успешен пуск на ракетата с пълно изпълнение от нейната страна на зададените ѝ задачи и с поразяване на целите. |
| 23 декември 2008  | неуспех  | Неуспешен тест. Несработване на твърдогоривния двигател да превключи на трета степен от наземния ѝ полет. Ракетата се самовзривява. |
| 15 юли 2009       | неуспех  | Неуспешен тест. Ракетата се самовзривява на 20-а секунда от наземния си полет още на първа степен от сработката на твърдогоривния ѝ двигател. |
| 9 декември 2009   | неуспех  | Неуспешен тест. Поради проблем в третата степен на работа на твърдогоривния ѝ двигател ракетата се самовзривява. |
| 7 октомври 2010   | успех    | Втори изцяло успешен тест на ракетата. |
| 29 октомври 2010  | успех    | Трети изцяло успешен тест на ракетата. |
| 28 юни 2011       | успех    | Първи и изцяло успешен пуск от борда на крайцера 4-то поколение „Юрий Долгоруки“, за които подводници е предназначено въоръжението. За 20 август 2011 г. е насрочен нов 2-ри пуск от предвидени общо 5 изпитания на ракетата от борда на новия подводен крайцер. В случай на успех, ще бъде взето решение за приемането им на въоръжение на подводниците по проекта „Борей“.                   |
| 27 август 2011    | успех    | Втори изцяло успешен тест на ракетата. Ракетата е изстреляна към цели разположени близо до максимално заложената ѝ далекобойност (9,3 хил. км), с оглед проверка на точността ѝ. Целите са поразени. |
| 28 октомври 2011  | успех    | Трети изцяло успешен тест на ракетата. |
| 23 декември 2011  | успех    | Залпов огън като пуск на две ракети Булава от подводно положение на крайцера „Юрий Долгорукий“. Първоначално тестът е бил насрочен за 22 октомври 2011 г. Пускът е извършен на 23 декември 2011 г. от борда на АП „Юрий Долгорукий“, находяща се под леда на Бяло море. Бойните глави на двете ракети успешно достигат полигона Кура на Камчатка, поразявайки предварително набелязаните цели. |